# Вюйяр, Эрик
Эрик Вюйяр (фр. Éric Vuillard, 4 мая 1968, Лион) — французский писатель, сценарист, кинорежиссёр.

## Биография
Дебютировал повестью Охотник (1999). Ему принадлежит сценарий фильма Филиппа Гранриё Новая жизнь (2002). В 2008 снял фильм Матео Фальконе по новелле Мериме. Привлек внимание публики и критики историческим романом о завоевании Перу Конкистадоры (2009).
В 2017 году награждён Гонкуровской премией за книгу «Повестка дня».

## Книги
- Охотник / Le Chasseur, récit, Paris, Éditions Michalon, 1999 (повесть)
- Сырые дрова / Bois vert, Paris, Éditions Léo Scheer, 2002 (стихотворения)
- Тоху[5] / Tohu, Paris, Éditions Léo Scheer, 2005
- Конкистадоры / Conquistadors, Paris, Éditions Léo Scheer, 2009 (исторический роман, Prix de l’inaperçu)
- Битва Запада / La Bataille d’Occident, Arles, Éditions Actes Sud, 2012 (повесть, Prix Franz Hessel, нем. пер. 2014)
- Конго / Congo, Arles, Éditions Actes Sud, 2012 (повесть)
- Повестка дня / L’Ordre du jour, récit, Arles, Éditions Actes Sud, coll. " Un endroit où aller ", 2017 (пер. на русский Эксмо, 2018)

## Фильмы
- 2008 : Mateo Falcone